# Club Atlético River Plate
O Club Atlético River Plate, simplesmente conhecido como River Plate, é um clube desportivo profissional argentino sediado no bairro Belgrano de Buenos Aires. Fundado em 1901, o clube tem supostamente o nome em inglês para o estuário da cidade, Río de la Plata, pois a tradução literal para o inglês não é essa. Embora muitos esportes sejam praticados pelo clube, o River Plate é mais conhecido pelo seu time de futebol profissional, um dos que possuem maior sucesso na Argentina. Manda os seus jogos no Estadio Monumental de Núñez, sendo o maior estádio do país com 85,018  espectadores.
O River Plate faz parte dos clubes chamados de "cinco grandes" do futebol argentino. Faz com o Boca Juniors o maior clássico da Argentina, conhecido como Superclásico.

## História

### Milionários e vencedores (anos 1930)

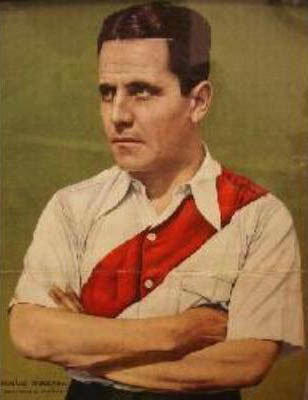
O atacante Bernabé Ferreyra teve a incrível marca de 187 gols em 185 partidas pelo River Plate

Com a adoção do profissionalismo no futebol argentino em 1931, o River Plate se transformou na instituição esportiva mais importante da Argentina e um exemplo a ser seguido no mundo. Tinha o maior número de sócios: 14.900 e um estádio de luxo nas avenidas Alvear y Tagle, em Palermo.
Devido a compra do ponta-direita Carlos Desiderio Peucelle por 10 mil pesos, o River ganhou a alcunha de Los Millonarios. Acabou em terceiro. Em 1932 investiu 105 mil pesos na aquisição de vários jogadores e atraiu multidões aos estádios rumo a seu primeiro título profissional.
Bernabé Ferreyra (comprado por 35 mil pesos) causou uma grande comoção no futebol argentino, e com ele, o River montou um grande time. O River acabou empatado na liderança com o Independiente, mas venceu o jogo de desempate por 3-0. Bernabé foi o artilheiro do campeonato, com 43 gols.
Em 1933, o River não fez uma boa campanha, mas venceu o Boca (3-1) pela primeira vez na era do profissionalismo na última rodada do campeonato e impediu o eterno rival de levantar a taça.
Em 1935, pagou 37.500 pesos pelo meia José Maria Minella, do Gimnasia e ainda revelou José Manuel Moreno e Adolfo Pedernera, peças indispensáveis para os próximos anos do clube. Em 1936, o River derrotou o Boca pela primeira vez como visitante (3-2). E ainda conquistou o título vencendo o San Lorenzo por 4-2, no campo do Independiente.
Em 1937, o campeonato foi conquistado com um aproveitamento de 85% no 2º turno. A principal figura (e artilheiro do time) foi Moreno, um jogador completo que é considerado por muitos como o melhor da história do River. Esse foi o 1º bicampeonato da história do clube.
Em 25 de Maio de 1938, o River realizou um sonho: a inauguração do Estádio Monumental de Nuñez. O ano de 1939 marcou a aposentadoria do primeiro grande ídolo do clube, Bernabé Ferreyra, que marcou 187 gols em 185 jogos, e a estreia de Ángel Amadeo Labruna, que seria o ídolo máximo da história do clube.

### Período mágico (anos 1940)

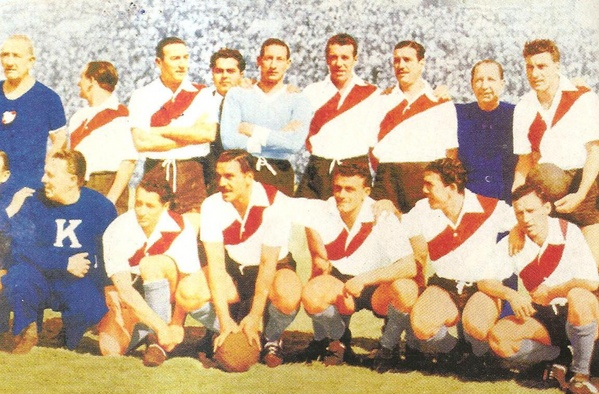
La Máquina, em 1947. Em pé, da esquerda para a direita: Yácono, Vaghi, Grisetti, Ferreyra, Ramos e Rossi. Agachados, da esquerda para a direita: Reyes, Moreno, Di Stéfano, Labruna e Losteau

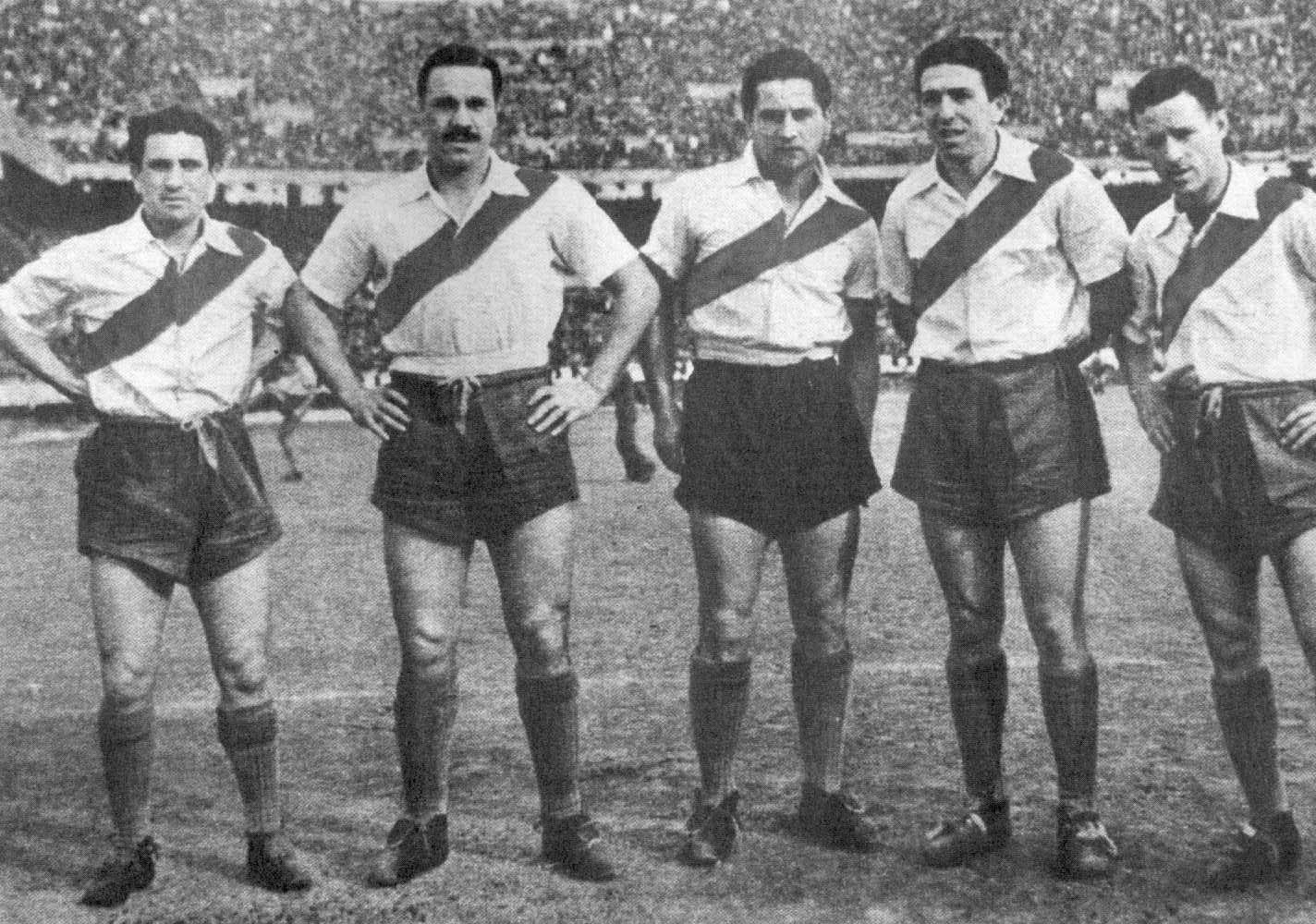
A linha de frente de La Máquina (da esquerda para a direita: Juan Muñoz, José Moreno, Adolfo Pedernera, Ángel Labruna e Félix Loustau)

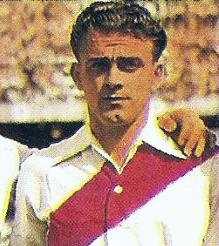
O supercraque Alfredo Di Stéfano era uma peça imprescindível da Máquina Millonaria e, posteriormente, como técnico, levou o River Plate ao título do Campeonato Nacional de 1981

Os anos dourados do time foram durante a década de 1940, anos que os formidáveis times do River passeavam com seu futebol vistoso por todos os cantos da Argentina.
O título de 1941 foi conquistado sobre o San Lorenzo. Além disso, goleou o Boca por 5 a 1, em Núñez. No ano seguinte, apareceu ¨La Máquina¨, o melhor time da história do profissionalismo argentino, que conquistou o Campeonato em La Bombonera com um empate por 2-2 (gols de Pedernera) depois de estar perdendo por 2 a 0 e com um jogador a menos. Anteriormente, o Boca já havia sido derrotado no Monumental com um categórico 4-0.
Esse foi um dos melhores times da história do futebol, tanto coletivamente quanto individualmente. Os adversários penavam contra a linha de frente composta por Juan Carlos Muñoz, José Moreno, Adolfo Pedernera, Ángel Labruna e Félix Loustau. Infelizmente, essa linha de frente não teve oportunidades de disputar Copas do Mundo devido à Segunda Guerra Mundial.
Labruna foi o artilheiro do Campeonato de 1943 com 23 gols, ano em que o River foi 2º. Com a saída de Moreno e de Bruno Rodolfi, foi incorporado um volante central de luxo, Néstor Rossi, que veio das divisões de base.
Os 25 gols de Labruna (artilheiro do ano) em 1945 ajudaram o clube na conquista do seu 6º campeonato. Já para 1946, foi concretizada a volta de Moreno. O espetacular atacante Alfredo Di Stéfano apareceu como artilheiro no ano de 1947, ano que o River foi novamente campeão. Seus 27 gols o consagraram como artilheiro, seguido por Labruna, Moreno e Loustau, mas este ano será lembrado pelo traumático empate que deu a conquista do Campeonato Sul-Americano de Campeões de 1948 para o Vasco da Gama (o famoso Expresso da Vitória), competição precursora da Copa Libertadores da América.
A dominação riverplatense sobre os rivais foi acabando com a década mas ainda restaram alguns sucessos, como as vitórias sobre o Boca - primeiro em La Bombonera em 1948 e depois em Núñez em 1949 por 1 a 0, com gol de Labruna (maior artilheiro da história do Superclásico com 16 gols).

### Superioridade absoluta (anos 1950)
A década de 1950 será sempre lembrada pela marca estabelecida pelo River Plate: cinco títulos em seis anos. Se não fosse por 1954 (ano sem título), o recorde ainda estaria vigente.
Em 1950, os dirigentes compraram o belíssimo atacante uruguaio Walter Gómez, por 750 mil pesos. A partir de 1951 começou-se a montar o time que logo dominaria a década, com a compra do ponta-direita Santiago Vernazza (artilheiro do ano com 22 gols). Com Vernazza, Eliseo Prado (um meia da base), Walter Gómez, Labruna e Loustau no ataque, o River conquistou um novo bicampeonato (1952-1953). Raúl Amadeo Carrizo (maior goleiro da história do clube) no gol e a frente dele: Alfredo Pérez, Lidoro Soria e Yácono. E no meio jogavam Julio Venini e Héctor Ferrari.
Apesar de não ter sido campeão em 1954, o River se tornou o clube com o maior número de sócios: 61.577. Para 1955, Néstor Rossi foi repatriado e o zagueiro Federico Vairo também foi contratado. Labruna era o maestro e artilheiro do time e estava muito bem auxiliado por Enrique Omar Sívori. Nesse ano, foi campeão em La Bombonera ao vencer o Boca por 2-1 com gols de Labruna e Roberto Zárate.
O River Plate conquistou seu primeiro tricampeonato na história em 1957, e com isso, fechou o ciclo incrível. Durante esses três anos de reinado absoluto, o River se manteve invicto no Monumental, superando a marca do Banfield, que era de 49 partidas.
No dia 11 de abril de 1959, o River Plate derrotou o Nacional por 2 a 1 na primera partida da Copa Aldao de 1957. O Nacional não compareceu ao jogo de volta e reconheceu o River como legítimo campeão da competição. Adicionando um novo título internacional
No dia 12 de outubro de 1959, Ángel Labruna pendurou as chuteiras aos 41 anos. Sua trajetória no River foi excepcional: 292 gols em 514 jogos. A partir daí, começaria a fase negra da história do River.

### Era do vice-campeonato (anos 1960)

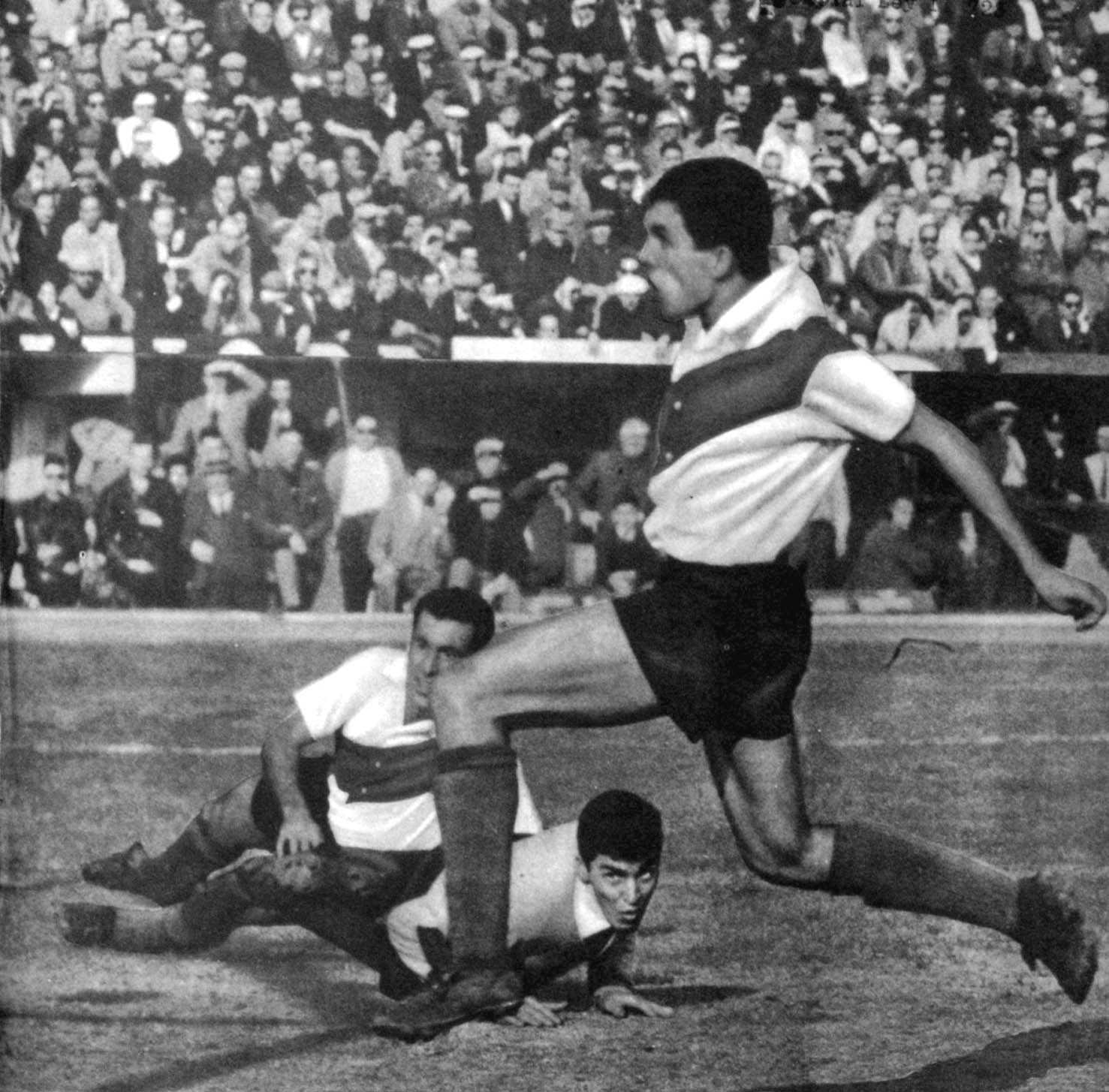
Capa da revista esportiva argentina El Gráfico, de 1962, que mostra uma foto de Luis Artime marcando um gol na vitória do River Plate no Superclásico contra o Boca Juniors por 3x1

Sem dúvida, a década de 1960 foi, disparada, a pior da história do clube. Nesse período, o River não conquistou nenhum campeonato.
Em 1960, o presidente Antonio Vespucio Liberti decidiu pagar a quantia recorde de 2.500.000 pesos por José Varacka. Terminou em 2º. A excursão para a Europa em 1961 foi um sucesso, já que derrotou o Real Madrid, de Alfredo Di Stéfano, e a Juventus, de Sivori. Um ano depois, venceu o Santos, de Pelé, no Monumental por 2 a 1.
Ainda em 1962, com a contratação de Luis Artime (artilheiro do campeonato com 25 gols), Los Millonarios ficaram novamente em 2º. Em 1963, Artime foi o artilheiro do campeonato com 25 gols e ainda revelou o astro Ermindo Onega.
Novamente, o River estremeceu o mercado de transferências pagando o incrível valor de 33 milhões de pesos pelo uruguaio Matosas, e pelo seu compatriota Cubilla. Mas, ainda assim, a sensação foi o ponta-esquerda (formado na base) Oscar Más. Outros dois vices foram em 1965 e 1966.
Em 1966, chegou a final da Taça Libertadores da América logo em sua primeira participação, mas perdeu para o Peñarol por 4-2, no Chile, depois de abrir uma vantagem de dois gols. Daniel Onega, irmão de Ermindo, com 17 gols se tornou o maior goleador de uma edição da história da Libertadores.
O dia 23 de Junho de 1968 ficou marcado pela maior tragédia do futebol argentino: 71 pessoas morreram, a maioria por asfixia, e outras 66 ficaram feridas depois de um River vs. Boca no Monumental. Nesse ano, o River foi novamente vice.
Ainda em 1968, no dia 22 de dezembro, o goleiro Carrizo pendurou as luvas aos 42 anos, depois de atuar em 521 jogos (recorde histórico do clube), defender 18 pênaltis e conquistar sete títulos. Em 1969, o River foi novamente vice.

### O retorno da alegria (anos 1970)
O Metropolitano de 1970 acabou sendo conquistado pelo Independiente por um gol de diferença. Para o nacional desse ano, foi contratado o treinador brasileiro Didi (campeão mundial como jogador e treinador do Peru em 1970), entusiasta do famoso "jogo bonito". Didi promoveu vários jovens das categorias de base que seriam peças vitais ao longo dos anos, entre eles os volantes J.J. López e Norberto Alonso.
Em 1971, o River derrotou (3-1) o Boca num clássico histórico no campo do Racing com vários jovens e o Boca tinha jogadores experientes. Mas o superclásico mais emocionante da história foi disputado no dia 15 de Outubro de 1972 no campo do Vélez Sarsfield, pela primeira rodada do nacional. Foi uma belíssima vitória millonaria por 5 a 4 depois de estar em uma desvantagem de 2-4.
Labruna voltou ao clube em 1975, agora como técnico, para dar alegrias à torcida milionária. O River contratou Roberto Perfumo, Pedro González (entre outros) e repatriou Más do Real Madrid. Venceu o 1º turno do Metropolitano de 75 por oito pontos. Manteve a vantagem no 2º turno e foi campeão, no campo do Vélez, contra o Argentinos (1-0). Pelo nacional, voltou a vencer o Boca por 2-1 e conquistou o torneio ao derrotar por 2 a 1 o Rosario Central, no campo do Newell's.
O River jogou as finais da Taça Libertadores da América em 1976 contra o Cruzeiro. No jogo desempate, perdeu por 3 a 2 no Chile. O time de Labruna retomou o caminho dos títulos e venceu o Metropolitano de 1977 depois de vencer o Boca no La Bombonera por 2-1 com gols de Daniel Passarella e Pedro González, nos acréscimos.
Além disso, fez novamente a dobradinha em 1979 (Metropolitano e Nacional), títulos que fazem parte do segundo tricampeonato da história que viria em 1980. A década de 1970 foi muito boa para o time milionário, que precisava do retorno da alegria. Com a volta de Labruna, e com ele, os títulos. As defesas de Ubaldo Fillol, a grande linha defensiva de Passarella, Perfumo, Héctor López e Comelles, o meio-campo formado por Alonso, Merlo e J.J. López, e os gols de Morete, Más e Pedro González foram a marca registrada daquela época.

### Crise financeira e glória mundial (anos 1980)

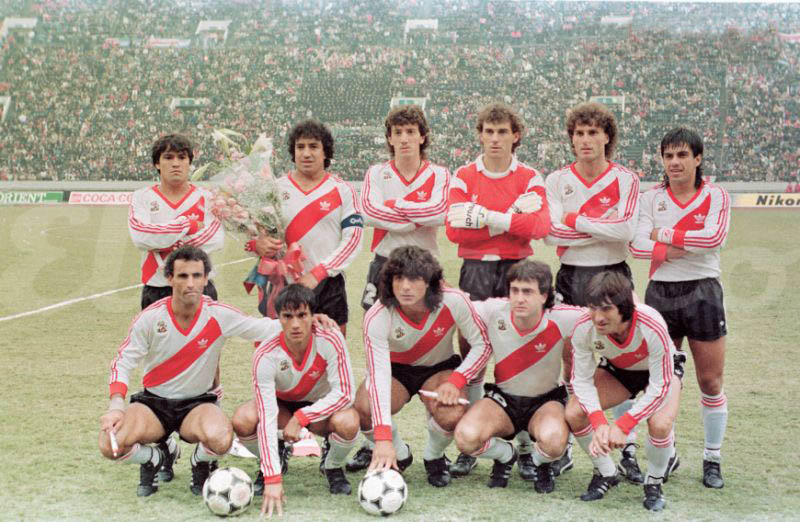
A equipe que conquistou Copa Intercontinental de 1986 com destaque para os jogadores Américo Gallego (segundo em pé, da esquerda para direita), Nery Pumpido (terceiro em pé, da direita para a esquerda), o uruguaio Antonio Alzamendi (primeiro agachado, da esquerda para a direita, marcador do gol da vitória) e Norberto Alonso (segundo agachado, da direita para a esquerda)

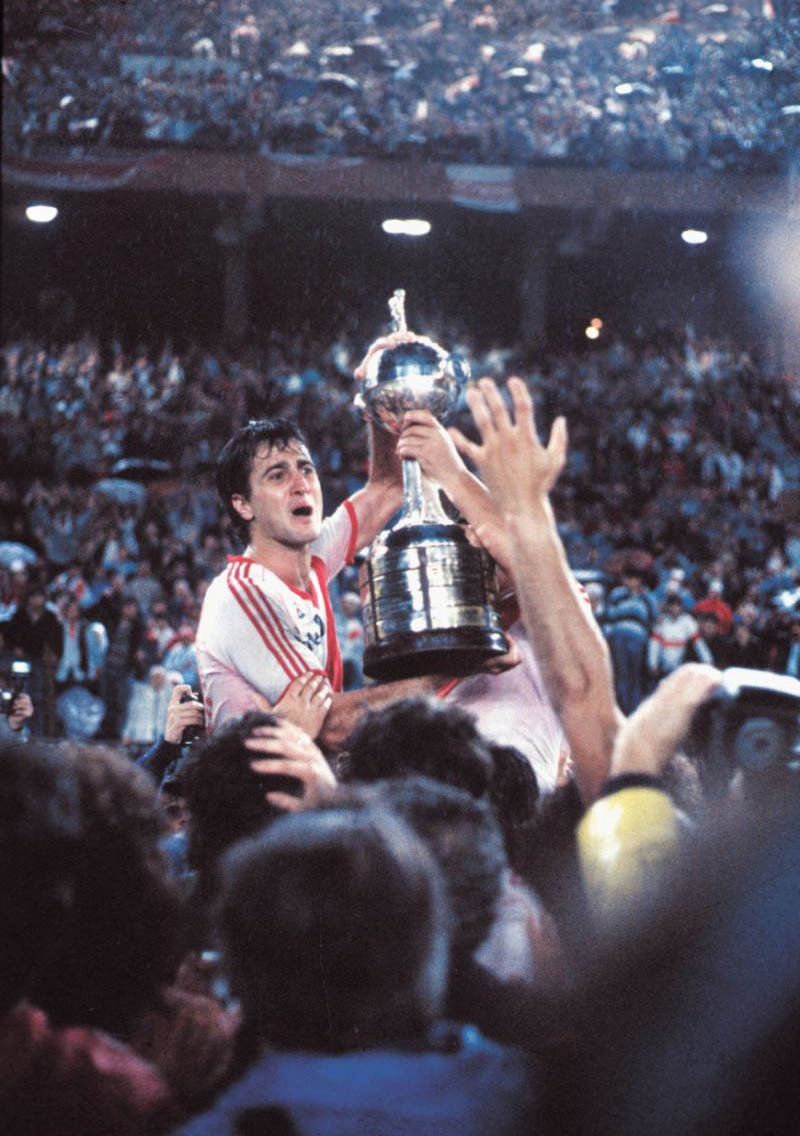
Norberto Alonso levanta a taça da Copa Libertadores da América de 1986 conquistada pelo River Plate

Era o início dos anos 1980, e o River exercia uma enorme hegemonia dentro do futebol argentino, mas ainda não havia conquistado muitas glórias internacionais. Com a conquista do Metropolitano de 1980, o time comandado por Ángel Labruna conquistou novamente a o tricampeonato. Com dois gols de Ramón Ángel Díaz, um atacante forte, veloz e definidor, dois outros gols do uruguaio Juan Ramón Carrasco e outro de Ortiz, o River goleou 5-2 o Boca dentro de La Bombonera.
Para 1981, a direção contratou Mario Kempes (por 4 milhões de dólares), Julio Olarticoechea e Américo Gallego. O técnico foi o grande Alfredo Di Stéfano. Com Fillol intransponível e uma defesa muito forte, o River venceu o Nacional desse ano, mas sem tanto brilho. Com um gol de Kempes no Caballito, o River superou o Ferro por 1-0 no 2º jogo da final e assegurou o 19° título, mas sua situação financeira ficou no vermelho.
1982 e 1983 foram dois anos de transição para o River Plate, que precisou vender algumas de suas estrelas, que foram base do ciclo vitorioso de 1975-1981. Entretanto, a contratação do uruguaio Enzo Francescoli, do Wanderers, o retorno de Alonso e a contratação do técnico Héctor Rodolfo Veira foram fatores decisivos para os anos posteriores do clube.
O River Plate voltou a ser campeão na temporada 1985/86 com muitos gols de Francescoli (artilheiro do campeonato com 25 gols) e Morresi, com a solidez defensiva conquistada com a chegada de Oscar Ruggeri, com o bom meio-campo que era formado por Gallego, Héctor Enrique e Raúl Roque Alfaro e as defesas de Nery Pumpido. Também venceu o Boca no La Bombonera por 2-0, jogo esse que valeu o título da temporada.
Também em 1986, o River conquistou pela primeira vez a Copa Libertadores da América, vencendo o América de Cali nas finais. Já sem Francescoli, mas com boas atuações de Alonso e os gols do uruguaio Antonio Alzamendi e Ramón Centurión o River abriu as portas para o título passando por times como o Boca. O gol de Funes no segundo jogo da final levou 85 mil torcedores que lotavam o Monumental à loucura. No dia 14 de dezembro, o River derrotou o FC Steaua Bucuresti por 1-0 com gol de Alzamendi, com passe de Alonso, e conquistou a Copa Intercontinental em Tóquio. Agora, o River estava no topo do mundo.
Em 1987, Alonso se aposentou num jogo de despedida com 80 mil riverplatenses, em Núñez. Reinaldo Merlo era o técnico, e o River se encaminhou a conquista da temporada 1989/90, reinando no futebol argentino.

### Era das vitórias (anos 1990)

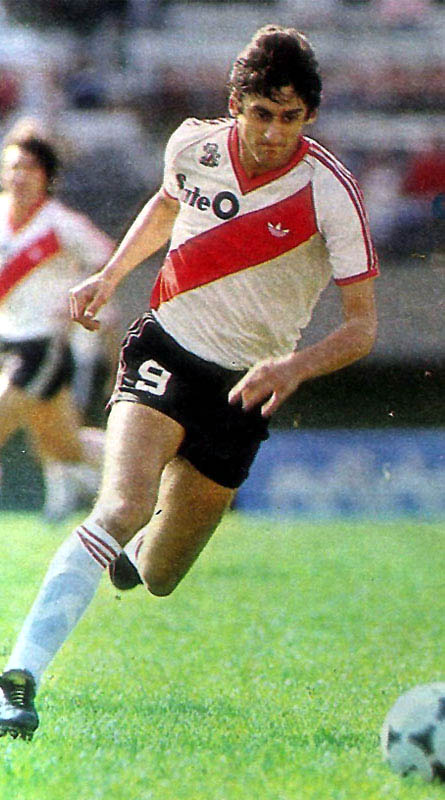
O futebolista uruguaio Enzo Francescoli é, até hoje, um grande ídolo do River Plate além de maior goleador estrangeiro da história do clube

A década de 1990 foi a mais vitoriosa da história do River Plate. A chave das conquistas foi a contratação de técnicos que foram jogadores do clube, os quais promoveram novos talentos das divisões de base.
Daniel Alberto Passarella assumiu o time no início de 1990 e em seu primeiro campeonato levou o time a uma nova conquista. A temporada 1989/90 ficou com o River graças aos gols de Ramón Medina Bello e pelo grande meio-campo formado por Gustavo Zapata, Leonardo Astrada, Héctor Enrique, Juan José Borreli e pelo uruguaio Rubén da Silva.
Em 1991, Ramón Diaz retornou ao clube como um jogador consagrado e o River conquistou novo título. Foram fundamentais para esse título, as defesas de Ángel Comizzo e as jornadas defensivas de Jorge Higuaín, Héctor Enrique e Fabián Basualdo.
No Torneo Apertura de 1993, o River conquistou recorrendo as divisões de base e Daniel Passarella teve muito a ver com isso. Ariel Arnaldo Ortega era a figura maior dos novos craques. O River conquistou o título na última rodada.
Para o Apertura de 1994, Francescoli retornou ao clube, e logo se converteu no craque do time de Américo Gallego. Aquele conjunto, que na penúltima rodada goleou o Boca em La Bombonera, se tornou o único campeão invicto da história do River, com doze vitórias e sete empates.
A Copa Libertadores da América de 1996 ficou com o River Plate depois de bater o América de Cali na final por 2-0, com dois gols de Hernán Crespo. Ramón Díaz era o treinador, Francescoli, Ortega e Crespo estavam inspirados no ataque. Além disso, conquistou o Apertura 1996 com uma rodada de antecedência. Porém, perdeu para a Juventus (0-1) a final do Interclubes.
O River conquistou o Clausura e o Apertura  de 1997 (um novo tricampeonato) com os gols do chileno Marcelo Salas e de Francescoli, com boas atuações da revelação Juan Pablo Sorín. Tudo sob a batuta de Marcelo Gallardo. E ainda ganhou a Supercopa Libertadores de 1997 contra o São Paulo Futebol Clube, com Marcelo Salas como artilheiro da competição. O ano seguinte, 1998, acabou por ser um ano sem muito brilho com a eliminação da Libertadores diante do C.R. Vasco da Gama em pleno Monumental.
Já com novas figuras como o meia Pablo Aimar e o atacante Javier Saviola (artilheiro do campeonato com 15 gols com apenas 18 anos), o River foi campeão do Apertura 1999. O River fechou a década de 1990 com um título e abriu o ano 2000 com um bicampeonato. O Torneo Clausura foi conquistado pelo River comandado por Gallego, que retornou ao clube depois de seis anos, como ataque sendo composto por Ángel, Saviola e Aimar, um prato cheio para os amantes do futebol bonito. Ainda em 2000, para tristeza dos seus torcedores, o River foi eliminado nas quartas de finais da Copa Libertadores da América pelo seu arqui rival Boca Juniors.

### Centenário, títulos e queda posterior (anos 2000)
No início dos anos 2000, o River manteve a série de títulos nacionais, além de comemorar seu centenário no dia 25 de maio de 2001 de forma marcante. Nesse dia mais de 40 mil torcedores foram ao Obelisco com um bandeirão de mil metros e fizeram uma passeata levando esse bandeirão até o estádio Monumental onde haveria um jogo comemorativo contra o Peñarol.
O 30º título argentino veio no Clausura 2002, sob o comando de Ramón Díaz e com Ariel Ortega  dentro de campo, além do jovem Andrés D’Alessandro e do artilheiro Fernando Cavenaghi. O momento marcante desse campeonato foi a vitória no Superclásico por 3-0 em pleno La Bombonera.
Já sob o comando do chileno Manuel Pellegrini, mas ainda com D’Alessandro, Cavenaghi, e agora com o jovem Martín Demichelis na defesa, o River alcançou oito vitórias seguidas e levou seu 31º título no Clausura 2003. Além disso, foram muito importantes o meia Lucho González, Ariel Garcé, Horacio Ameli, Javier Mascherano, Eduardo Coudet e Esteban Fuertes. Nessa temporada, se aposentou o jogador mais vitorioso da história do clube, Leonardo Astrada.
Em 16 de Maio de 2004, o time do agora técnico Astrada assumiu definitivamente a ponta do Clausura ao derrotar por 1 a 0 o Boca, em pleno La Bombonera. De quebra, o gol de cabeça de Fernando Cavenaghi ainda acabou com a invencibilidade dos "Xeneizes" naquela 14ª rodada. O clube ainda teve que esperar até a última rodada para levantar a taça pela 32ª vez em sua história. Mas nem tudo era flores para o time platense pois, para desespero de seus torcedores e assim como em 2000, em 2004 o time foi novamente eliminado da Libertadores pelo seu arqui-rival Boca, dessa vez nas semifinais.
A vantagem de títulos nacionais sobre o Boca Juniors, contudo, foi aumentada ainda mais no Clausura do mesmo ano quando o River empatou com o Atlético de Rafaela (1-1) e levou mais esse título. Os retornos de Marcelo Gallardo e Marcelo Salas, com o toque de classe de Lucho González e a excelente zaga com Horacio Ameli e Eduardo Tuzzio foram fundamentais para a conquista desse campeonato. Mantendo a forte equipe campeã o River entrou na Libertadores do ano seguinte como um dos favoritos, mas acabou sendo eliminado pelo São Paulo por mais uma vez nas semifinais.
Em 27 de setembro de 2006, disputando a copa sul-americana, o time acabou perdendo a classificação para as quartas de finais para o time brasileiro Clube Atlético Paranaense, perdendo de 1x0 em pleno Monumental de Núñez, e logo em seguida, empatando em 2x2 na casa do adversário, gerando assim um certo desconfio da torcida, após ser eliminado em 2007 por outro time brasileiro, na Libertadores.
Seu título mais recente foi o Clausura 2008, o 33ª da história e logo após uma eliminação dramática da Libertadores pelo San Lorenzo, devolvendo a eliminação de 96 para o próprio River após uma derrota e um empate nas eliminatórias. Com novos ídolos estrangeiros, como o colombiano Falcão García, o uruguaio Sebastián Abreu e o chileno Alexis Sánchez, além do veterano Ortega, o título argentino comandado pelo técnico Diego Simeone ainda garantiu ao clube a classificação direta à Libertadores do ano seguinte.
Porem,  que parecia ser uma recuperação do fracasso no torneio continental acabou se tornando um pesadelo a partir do momento em que o mesmo time que acabara de se sagrar campeão nacional inexplicavelmente entrou em declínio culminando com a lanterna ao fim do Apertura e escrevendo uma página triste em sua história centenária como a pior colocação de todos os tempos. Somado a isso, um novo fracasso em competições continentais (dessa vez pela Copa Sul-Americana, frente ao mexicano Chivas Guadalajara), e repetindo o mesmo fiasco que obteve diante do San Lorenzo quando tinha a classificação nas mãos e deixou escapar nos momentos finais, rendeu ao elenco outrora consagrado campeão o apelido de "O Pior Time da História".

### O rebaixamento (ano 2011)
Com a situação insustentável, Diego Simeone saiu e deu lugar a Néstor Gorosito. Além disso, com a contratação do atacante Cristian Fabbiani e os retornos dos meias veteranos Marcelo Gallardo, Matías Almeyda e Ariel Ortega o clube tentou se reerguer a fim de dar a volta por cima e voltar a escrever novamente páginas bonitas em sua vitoriosa e gloriosa história.
A maior crise da história do River Plate parecia não ter fim, e teve mais um trágico capítulo na tarde de 18 de junho de 2011. Em jogo válido pela última rodada do Torneio Clausura 2011, mesmo jogando em casa, a equipe foi derrotada por 1-2 pelo Lanús. Com a combinação de resultados, o River Plate ficou em 17º lugar no Promedio e disputou a Promoción (uma espécie de repescagem) contra o Belgrano, 4º colocado da Primera B, em partidas de ida e volta. A primeira foi em Córdoba, na noite de 22 de junho de 2011, com o Belgrano vencendo a partida por 2-0, com direito a invasão da torcida platense no gramado. O segundo foi em Buenos Aires, para definir em qual divisão do futebol argentino cada equipe jogará na próxima temporada.
Na tarde gelada de 26 de junho de 2011, os termômetros de Buenos Aires marcavam 6 °C, um prenúncio do golpe fatal: Em 110 anos de história, o River Plate foi rebaixado pela primeira vez em sua história ao empatar por 1-1 com os piratas do Belgrano, em um Monumental de Nuñez praticamente lotado. A partida foi encerrada aos 44 minutos do segundo tempo (sem o apito final do árbitro Sergio Pezzota), devido à tentativa de invasão de campo por parte da torcida millonaria. Com o rebaixamento do time, a cidade de Buenos Aires viveu momentos de terror, com adeptos do River Plate depredando as dependências do Estádio Monumental de Nuñez e carros e lojas nas ruas próximas. No dia seguinte foi anunciado que J.J. López se demitiu do cargo de treinador, sendo substituído por Matías Almeyda, até então o capitão do time.

### O River volta a ser River (2012-atualmente)

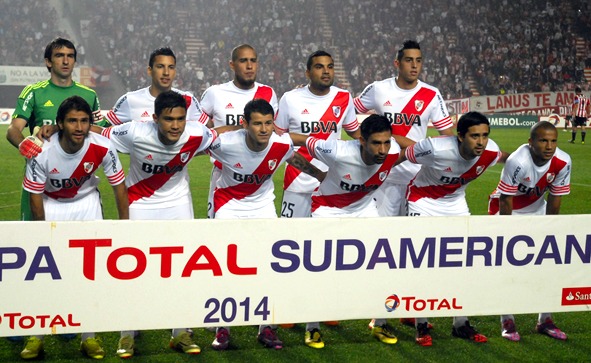
A equipe que conquistou a Copa Sul-Americana de 2014

Após quase um ano, O River Plate sagrou-se campeão da Primera B Nacional e voltou à principal divisão do futebol argentino. Nesse mesmo ano conquistou pela primeira vez a Copa Libertadores da América Sub-20.
Em 2014, o calvário teve definitivamente seu fim, com o título argentino conquistado de forma emocionante após diversas mudanças na liderança durante a competição. Depois de jogos difíceis e apertados, o River conseguiu o primeiro lugar do torneio apenas na penúltima rodada. No jogo final, no dia 18 de maio de 2014, uma vitória histórica por 5 a 0 sobre o Quilmes confirmou o ressurgimento do maior campeão argentino.
Diante de um Monumental abarrotado, enfim "Los Millonarios" ressurgiram do rebaixamento de 2011 com seu quadragésimo terceiro título nacional e o trigésimo quinto título do Campeonato Argentino.
Também em 2014, após um "jejum" de 17 anos de conquistas internacionais, sob a direção de um ex-craque do clube, Marcelo Gallardo, O River Plate conquistou de forma invicta o inédito título da Copa Sul-Americana, eliminando o Boca na semifinal.
Em 2015, o time começou conquistando a também inédita Recopa Sul-Americana ao vencer as duas partidas disputadas contra o rival San Lorenzo, ambas por 1 a 0. No mesmo ano, conquistou pela terceira vez a Copa Libertadores da América após golear o Tigres por 3 a 0 em pleno Estádio Monumental de Núñez. O título coroou o renascimento da equipe. O time também tornou-se o primeiro, e por enquanto o único, a conquistar a Copa Suruga e a Recopa no mesmo ano, sendo também o único campeão da Libertadores que conseguiu a vaga para a competição a partir do título da Sul-Americana. Após a conquista da Copa Libertadores, no dia 18 de agosto, o clube foi coroado novamente com a Recopa 2016 e se tornando bicampeão do torneio em pleno Monumental. Em dezembro perdeu a final do Mundial de Clubes da FIFA para o Barcelona de Messi por 3x0.
Na Libertadores de 2016, o River defendia o título de campeão, mas acabou eliminado precocemente nas oitavas de final. Nesse mesmo ano conquista o título da Copa da Argentina numa final emocionante contra o Rosario Central, na qual venceu por 4 a 3. Em 2017 disputou novamente a Libertadores e realizou um feito histórico ao conseguir uma virada improvável contra o Jorge Wilstermann válida pelas quartas de final. O clube milionário havia perdido o jogo de ida por 3 a 0 e foi para o segundo jogo precisando de um vitória por quatro gols de diferença. O resultado acabou não apenas se concretizando, mas tomou proporções maiores. Dentro do Monumental de Nuñez, o River teve uma atuação impecável e venceu por um placar elástico de 8 a 0, garantindo a classificação para a semifinal.
Após a goleada, o clube passou a ser considerado como favorito para conquistar o título, mas acabou surpreendido pelo Lanús na semifinal e foi eliminado sofrendo uma derrota por 4x2. Como forma de consolo o River conquistou o bicampeonato seguido da Copa da Argentina com gols de Sccoco e Fernandéz na final contra o Atlético Tucumán, vencida por 2x1. Esse foi o oitavo título do River com o técnico Marcelo Gallardo, que assumiu o clube em 2014.
Em 2018, após sua conquista da Copa Argentina, o time caiu de rendimento e teve um grande histórico de derrotas. No dia 14 de março, foi disputada a Supercopa Argentina(campeão da Copa Argentina enfrentando o campeão do Campeonato Argentino) contra o seu maior rival, o Boca Juniors, que vinha em uma ótima fase. Sendo um dos títulos mais importantes dos últimos tempos na Argentina (por estar presente em campo dois, dos gigantes argentinos). O River demonstrou superioridade, ganhando a partida por 2 a 0 e garantindo mais um título na década. Ainda em 2018, retomaria a boa fase ganhando pela quarta vez a Copa Libertadores da América, seu segundo título em quatro anos e o terceiro de Marcelo Gallardo com o River (dois como técnico e um como jogador).
Durante a fase de grupos o River Plate foi o líder de sua chave que tinha Flamengo, Santa Fe e Emelec sem sofrer nenhuma derrota, sendo 3 vitórias e 3 empates. O adversário das oitavas de final foi o rival Racing Club. O River empatou no jogo de ida por 0x0 e goleou por 3x0 seu rival no Monumental de Nuñez. Passando pelo Racing, o River se deparou com mais um enorme rival: o Club Atlético Independiente, na época o atual campeão da Copa Sul-Americana e maior vencedor da Libertadores (7 títulos). No jogo de ida, novamente, os millionarios seguraram o empate por 0x0 e avançaram para próxima fase, vencendo o jogo de volta por 3x1.
O adversário da semifinal foi o até então atual campeão do torneio, o Grêmio, que teria sido adversário do River na decisão de 2017 caso o clube não tivesse sido eliminado para o Lanús. No primeiro jogo o clube sofreu um grande baque ao ser derrotado dentro de casa por 1x0 sem oferecer grandes perigos. No jogo de volta estava perdendo pelo mesmo placar até o minuto 37 do segundo tempo quando Borré empatou a partida (com um gol de mão). Pouco tempo depois o juiz assinalou pênalti para o River e o habilidoso meia Gonzalo Martínez converteu a cobrança virando em 2x1 para o River e garantindo a vaga na final.
A final reservou ainda mais história e foi considerada a final do século já que pôs frente a frente a maior rivalidade do continente, Boca vs River. O primeiro jogo da decisão foi disputado em La Bombonera e terminou empatado em 2x2 com Lucas Pratto e Izquierdoz marcando para o River. O segundo jogo teve que ser adiado por conta da violência protagonizada pela torcida do River contra o ônibus que transportava a equipe do Boca até o estádio do rival. Devido a grande repercussão do ocorrido e à preocupação com a segurança de todos os envolvidos neste duelo, o local da final também teve de ser alterado e após certo tempo de indefinição a partida foi marcada para o dia 9 de dezembro no Santiago Bernabéu em Madrid.
A partida histórica começou com o Boca saindo na frente com gol de Benedetto no fim do primeiro tempo e o River chegando ao empate no decorrer da segunda etapa com gol marcado por Lucas Pratto. A partida seguiu empatada até o início do segundo tempo da prorrogação quando Quintero acertou um belíssimo chute de fora da área e pôs os millionarios na frente. No último lance da prorrogação, Martínez com toda liberdade conduziu a bola desde o meio campo e precisou apenas empurrar a mesma mansamente para as redes vazias e assim decretar o placar de 3x1.
No ano de 2019, o River novamente fez boa campanha na Copa Libertadores da América, vencendo outra vez seu rival, o Boca, pelo placar agregado de 2x1 na semifinal. Porém na final, acabou sofrendo uma dura derrota de 2x1 para o Flamengo nos minutos finais, onde levou a virada com dois gols do atacante Gabriel Barbosa.
Em 2020, o ano foi repleto de altos e baixos. Depois de se recuperar da derrota que tirou o título da Copa Libertadores da América para o Flamengo na edição anterior, fez boa campanha no campeonato argentino, perdendo o título para seu arquirrival Boca Juniors. e nas quartas para o Nacional-URU. Enfrentou o clube brasileiro Palmeiras na semifinal da Copa Libertadores da América, acabou sendo eliminado pelo placar agregado de 3 a 2. foi eliminado nas quartas de final para o Club Atlético Independiente por 2x0.
Já em 2021, o River conquistou mais um título em sua história vitoriosa: a Supercopa Argentina, após derrotar o Racing Club de Avellaneda por uma goleada de 5x0.
Em 2 de maio de 2023, o River perdeu por 5x1 para o Fluminense no Maracanã, sofrendo a maior goleada de sua história na Libertadores.

## Títulos
| MUNDIAIS          | MUNDIAIS                          | MUNDIAIS | MUNDIAIS |
| Troféus           | Competição                        | Títulos  | Temporadas |
| ----------------- | --------------------------------- | -------- | --- |
|                   | Copa Intercontinental             | 1        | 1986 |
| INTERCONTINENTAIS |                                   |          | |
| Troféus           | Competição                        | Títulos  | Temporadas |
|                   | Copa Interamericana               | 1        | 1986 |
|                   | Copa Suruga Bank                  | 1        | 2015 |
| CONTINENTAIS      |                                   |          | |
| Troféus           | Competição                        | Títulos  | Temporadas |
|                   | Copa Libertadores da América      | 4        | 1986, 1996, 2015 e 2018 |
|                   | Copa Sul-Americana                | 1        | 2014 |
|                   | Recopa Sul-Americana              | 3        | 2015, 2016 e 2019 |
|                   | Supercopa Libertadores            | 1        | 1997 |
| INTERNACIONAIS    |                                   |          | |
| Troféus           | Competição                        | Títulos  | Temporadas |
|                   | Copa Aldao                        | 6        | 1936, 1937, 1941, 1945, 1947 e 1957 |
|                   | Tie Cup Competition               | 1        | 1914 |
| NACIONAIS (LIGA)  |                                   |          | |
| Troféus           | Competição                        | Títulos  | Temporadas |
|                   | Campeonato Argentino              | 38       | 1920, 1932, 1936-l, 1936-ll 1937, 1941, 1942, 1945, 1947, 1952, 1953, 1955, 1956, 1957, 1975-l, 1975-ll, 1977, 1979-l, 1979-ll 1980, 1981, 1986, 1990, 1991, 1993, 1994, 1996, 1997-l, 1997-ll, 1999, 2000, 2002, 2003, 2004, 2008, 2014, 2021 e 2023 |
|                   | Campeonato Argentino - 2ª Divisão | 2        | 1908 e 2011-12 |
| NACIONAIS (COPAS) |                                   |          | |
| Troféus           | Competição                        | Títulos  | Temporadas |
|                   | Copa Argentina                    | 3        | 2015-16, 2016-17 e 2018-19 |
|                   | Supercopa Argentina               | 3        | 2017, 2019 e 2023 |
|                   | Trofeo de Campeones (LPF)         | 2        | 2021 e 2023 |
| Argentina         | Copa Campeonato                   | 1        | 2014 |
| Argentina         | Copa Adrián C. Escobar            | 1        | 1941 |
| Argentina         | Copa Ibarguren                    | 4        | 1937, 1941, 1942 e 1952 |
| Argentina         | Copa de Competencia (LAF)         | 1        | 1932 |
| Argentina         | Copa Jockey Club                  | 1        | 1914 |
|                   | TOTAL:                            | 73       | 1 Mundial, 2 Intercontinentais, 9 Continentais, 7 Internacionais e 54 Nacionais |

 Campeão invicto

## Escudo
Como em muitas camisas de futebol e esporte em geral, a camisa da equipe tem um escudo em sua frente, como um símbolo da instituição.
Quando a camisa da "La Banda" foi criada, não tinha o escudo, e sua presença variou ao longo da história, de acordo com os projetos de cada época. Atualmente bordado na camisa com três cores (vermelho, branco e preto). Seu formato se assemelha ao da camisa, pois tem uma faixa vermelha em diagonal, juntamente com a sigla do clube (C.A.R.P.) em preto, e o fundo é branco, em um design estilizado.
O brasão do clube mudou várias vezes por motivos estilísticos ou para modernizar sua imagem. Por decisão do então presidente da instituição Hugo Santilli, o escudo vivia com o logotipo de um leão dentro do Monumental (chamado "Lion of River" ou simplesmente "Leoncito") projetado pelo famoso caricaturista argentino Carlos Loiseau (Caloi) entre 1985 e 1989.
| Evolução do Escudo do Club Atlético River Plate | Evolução do Escudo do Club Atlético River Plate | Evolução do Escudo do Club Atlético River Plate | Evolução do Escudo do Club Atlético River Plate | Evolução do Escudo do Club Atlético River Plate | Evolução do Escudo do Club Atlético River Plate | Evolução do Escudo do Club Atlético River Plate | Evolução do Escudo do Club Atlético River Plate |
| 1930-1941                                       | 1941-1947                                       | 1947-1969                                       | 1969-1993                                       | 1993-1998                                       | 1998-2006                                       | 2006-2021                                       | 2022-Presente                                   |
| ----------------------------------------------- | ----------------------------------------------- | ----------------------------------------------- | ----------------------------------------------- | ----------------------------------------------- | ----------------------------------------------- | ----------------------------------------------- | ----------------------------------------------- |

## Elenco atual
Última atualização: 23 de janeiro de 2025.

## Estatísticas

### Recordes de partidas
| Posição | Jogador          | Partidas | Período                         |
| ------- | ---------------- | -------- | ------------------------------- |
| 1º      | Amadeo Carrizo   | 576      | 1945-1968                       |
| 2º      | Ángel Labruna    | 510      | 1939-1960                       |
| 3º      | Reinaldo Merlo   | 509      | 1969-1984                       |
| 4º      | Juan José López  | 467      | 1970-1981                       |
| 5º      | Norberto Alonso  | 433      | 1971-1976; 1977-1981; 1984-1986 |
| 6º      | Leonardo Astrada | 407      | 1989-1999; 2001-2003            |
| 7º      | Ubaldo Fillol    | 405      | 1973-1983                       |
| 8º      | Norberto Yácono  | 396      | 1939-1953                       |
| 9º      | Oscar Más        | 387      | 1964-1973; 1975-1976            |
| 10º     | Félix Loustau    | 367      | 1942-1957                       |

Atualizado em 10/10/2022.

### Maiores artilheiros

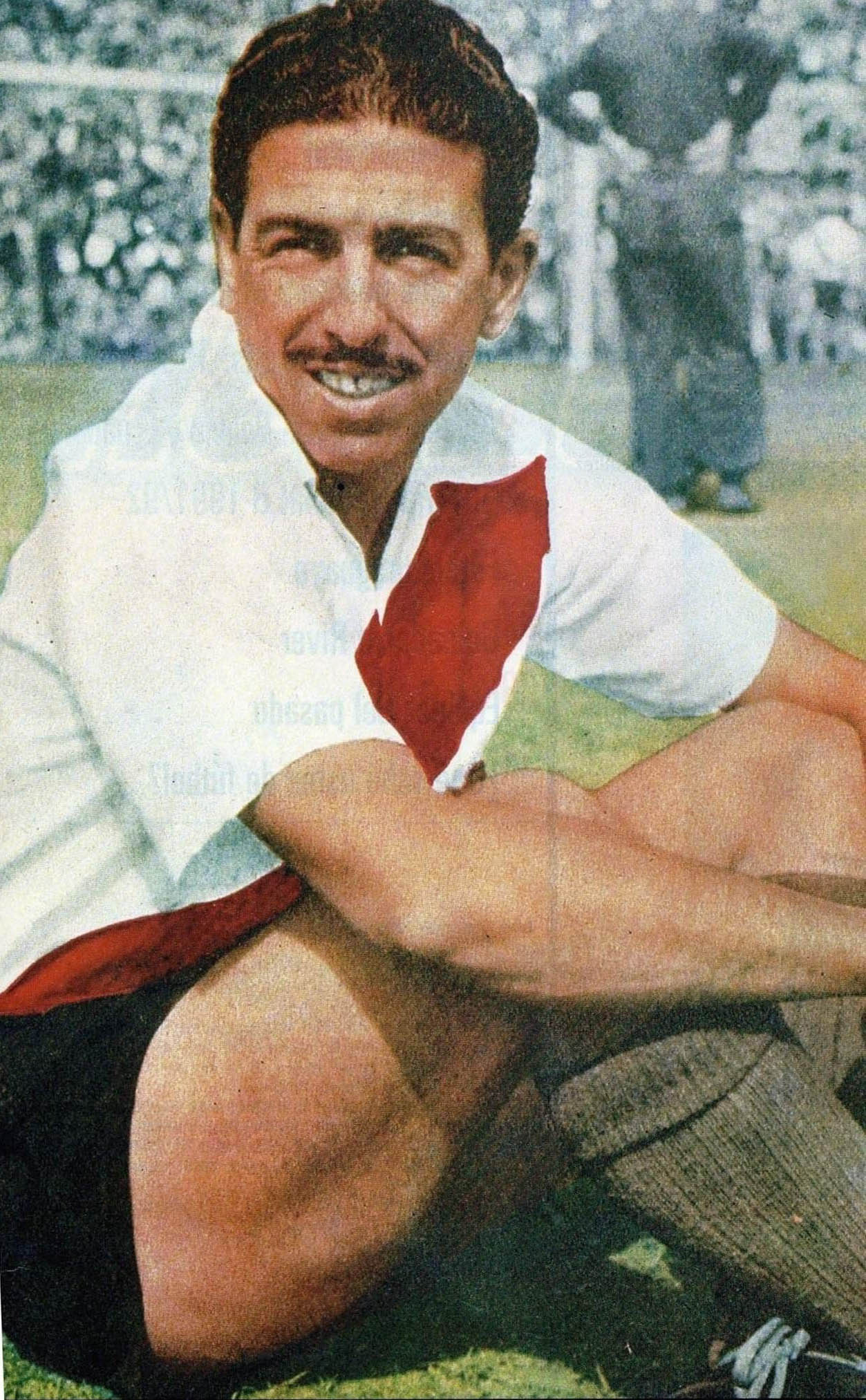
Ángel Labruna é o maior goleador da história do River Plate

| Posição | Jogador            | Período                         | Partidas | Gols | Média |
| ------- | ------------------ | ------------------------------- | -------- | ---- | ----- |
| 1º      | Ángel Labruna      | 1939-1960                       | 510      | 387  | 0,75  |
| 2º      | Oscar Más          | 1964-1973; 1975-1976            | 387      | 255  | 0,65  |
| 3º      | Bernabé Ferreyra   | 1932-1939                       | 170      | 236  | 1,38  |
| 4º      | José Manuel Moreno | 1935-1944; 1946-1948            | 318      | 196  | 0,61  |
| 5º      | Norberto Alonso    | 1970-1976; 1977-1981; 1984-1986 | 433      | 167  | 0,38  |
| 6º      | Adolfo Pedernera   | 1935-1946                       | 275      | 146  | 0,53  |
| 7º      | Enzo Francescoli   | 1984-1986; 1994-1998            | 209      | 137  | 0,65  |
| 8º      | Carlos Peucelle    | 1934-1941                       | 313      | 126  | 0,40  |
| 9º      | Daniel Onega       | 1966-1971; 1973                 | 210      | 121  | 0,57  |
| 10º     | Fernando Cavenaghi | 2001-2004; 2011-2012; 2014-2015 | 211      | 118  | 0,55  |

Atualizado em 10/10/2022.

### As 10 contratações mais caras da história do River Plate
| Pos. | País      | Nome              | Data       | Ref    |
| ---- | --------- | ----------------- | ---------- | ------ |
| 1    | Argentina | Lucas Pratto      | 08/01/2018 | [ 30 ] |
| 2    | Colômbia  | Miguel Borja      | 12/07/2022 | [ 31 ] |
| 3    | Argentina | Ariel Ortega      | 09/08/2000 | [ 32 ] |
| 4    | Colômbia  | Teófilo Gutiérrez | 25/07/2013 | [ 33 ] |
| 5    | Argentina | Esequiel Barco    | 29/01/2022 | [ 34 ] |
| 6    | Argentina | Pity Martínez     | 19/01/2015 | [ 35 ] |
| 7    | Argentina | Leonardo Ponzio   | 17/01/2007 | [ 36 ] |
| 8    | Argentina | Marco Ruben       | 29/12/2006 | [ 37 ] |
| 9    | Colômbia  | Juan Quintero     | 24/01/2018 | [ 38 ] |
| 10   | Chile     | Paulo Díaz        | 12/06/2019 | [ 39 ] |

Atualizado em 10/10/2022.

## Maiores ídolos

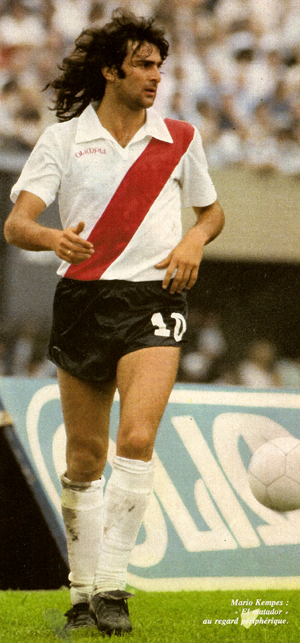
El Matador Mario Kempes, maior goleador da Copa do Mundo de 1978, também jogou no River Plate

Os maiores ídolos da história millonaria do River Plate foram: 
- Bernabé Ferreyra
- José Manuel Moreno
- Félix Loustau
- Luis Artime
- Amadeo Carrizo
- Alfredo Di Stéfano
- Oscar Más
- Roberto Perfumo
- Reinaldo Merlo
- Ubaldo Fillol
- Américo Gallego
- Mario Kempes
- Leonardo Astrada
- Hernán Díaz
- Norberto Alonso
- Enzo Francescoli
- Ariel Arnaldo Ortega
- Pablo Aimar
- Bernardo Gandulla
- Marcelo Salas

Jogadores que se destacaram no River Plate e em outras equipes fora da Argentina:
- Antonio Alzamendi
- Hernán Crespo
- Javier Saviola
- Marcelo Gallardo
- Fernando Cavenaghi
- Lucho González
- Javier Mascherano
- Germán Burgos
- Martín Demichelis
- Gonzalo Higuaín
- Radamel Falcao
- Ramón Ángel Díaz (Figura mais importante como treinador e ponta)
- Ángel Labruna (Goleador da história millonaria)
- David Trezeguet

## Uniforme

### Uniformes dos jogadores
- 1º uniforme: Camisa branca com faixa diagonal vermelha, calção preto e meias brancas;
- 2º uniforme: Camisa vermelha, calção e meias vermelhas;
- 3º uniforme: Camisa preta, calção e meias pretas.

| Primeiro | Segundo | Terceiro |

### Uniformes dos goleiros
- Camisa azul, calção e meias azuis;
- Camisa verde, calções e meias verdes;
- Camisa laranja, calções e meias laranjas.

| Cores do Time · Cores do Time · Cores do Time · Cores do Time · Cores do Time |  | Cores do Time · Cores do Time · Cores do Time · Cores do Time · Cores do Time | Cores do Time · Cores do Time · Cores do Time · Cores do Time · Cores do Time |

## Estádios

### Monumental Antonio Vespucio Liberti

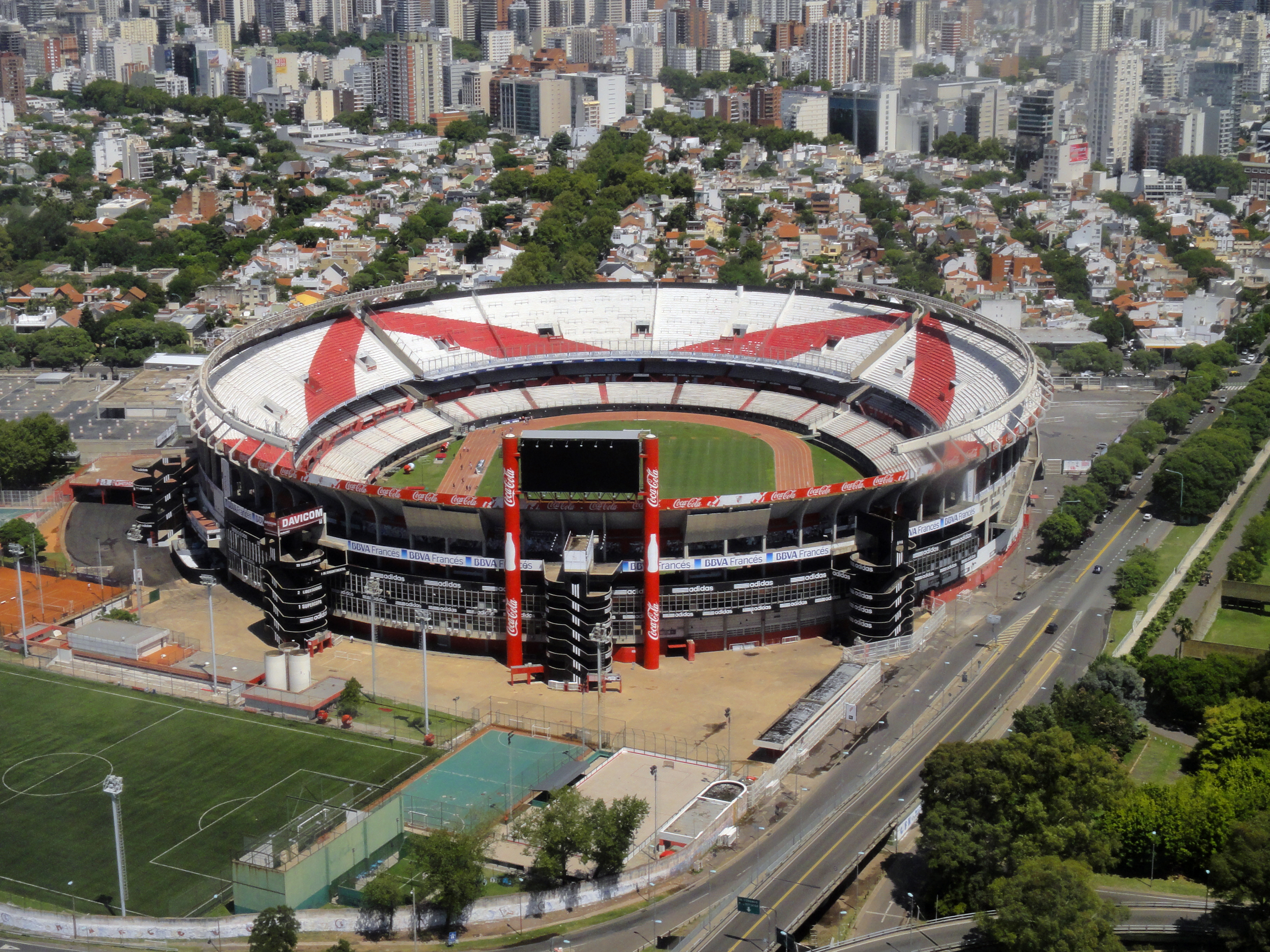
Monumental de Nuñez, o estádio do River Plate, que foi palco da final da Copa do Mundo de 1978

O Monumental é o estádio que abriga o time no bairro de Belgrano, em Buenos Aires, equivocadamente confundido com o bairro de Nuñez por seu apelido, "Monumental de Nuñez". Tem capacidade para 57.074 pessoas, e foi inaugurado em 1938 numa partida contra o Peñarol do Uruguai. O estádio foi o palco final da Copa do Mundo de 1978.